# Audax (grammairien)
Pour les articles homonymes, voir Audax.
Audax est le nom d'un grammairien du Ve / VIe siècle. Son travail est cité dans l'Ars Bonifacii.